# Navita Ngolo
Albertina Essenje Navemba Felisberto Ngolo (Cachiungo, 23 de dezembro de 1977), mais conhecida por Navita Ngolo, é uma economista e política angolana. Filiada à União Nacional para a Independência Total de Angola (UNITA), é deputada do partido pelo Círculo Eleitoral Nacional desde 28 de setembro de 2017.

## Biografia
Navita Ngolo é filha do general e político Eugénio Manuvakola e de Teresa Rosália Chitunda.Têm quatro irmãos.
Navita Ngolo licenciou-se em economia e gestão pela Universidade Católica de Angola. De 2007 a 2012, trabalhou como secretária adjunta do Ministério da Agricultura, Desenvolvimento Rural e das Pescas.

### Carreira política
Em 2012, quando era Secretária-Geral Adjunta da ala juvenil da UNITA, publicou uma carta aberta ao deputado do Movimento Popular de Libertação de Angola (MPLA), João Pinto, criticando-o e acusando-o de desvios diversos, de ataques à Constituição, de desrespeito ao partido e de incoerência, pois já teria sido parte do quadro da UNITA e estudado às custas do Partido, no tempo de Jonas Savimbi.
Na Assembleia Nacional, Navita Ngolo foi designada para a Comissão de Economia e Finanças e eleita entre os seus colegas do UNITA como a segunda vice-presidente da bancada.
Em abril de 2020 deu entrevista à TV Raiar comentando sobre o impacto da Covid-19 na economia angolana, suas características e das implicações da baixa de preços do petróleo.